# かいじゅうたちのいるところ (映画)
『かいじゅうたちのいるところ』（原題：Where the Wild Things Are）は、2009年のアメリカ映画。モーリス・センダックによる世界的ベストセラーとなった同名絵本をスパイク・ジョーンズ監督によって実写映画化した作品。

## ストーリー
マックスはやんちゃな8歳の少年。近頃、姉は遊び相手になってくれず、シングルマザーの母は仕事や恋人に気を取られているように思え、不満と寂しさを募らせていた。ある夜、マックスはオオカミの着ぐるみ服を着て、母と喧嘩をして家出をし、目の前のボートで海へと漕ぎ出した。
航海の先にたどり着いた島にいたのは、大きな角や牙を持った「かいじゅう」達だった。その一人キャロルは、仲間のKWが出て行った事に腹を立て、自分達の小屋を壊して暴れていた。突如現れたマックスを食べようとするかいじゅう達に対し、マックスはとっさに自分を「王様」と宣言。その途端KWも戻ってきて、キャロルは喜んで「王様」を迎え入れる。そして皆が一つになれる理想の王国を作る事を目指し、マックスは様々な提案をする。
しかし、意気投合したかに思われたかいじゅう達も、それぞれ思いや悩みを抱え、事態は思わぬ方向に…

## キャスト
- マックス：マックス・レコーズ（日本語吹き替え：加藤清史郎）
- ママ：キャサリン・キーナー（高乃麗）
- ママの恋人：マーク・ラファロ（村治学）
- クレア（お姉ちゃん）：ペピータ・エメリッチズ（三村ゆうな）
- 学校の先生：スティーブ・モウザキス（清水明彦）

### 声の出演
- キャロル：ジェームズ・ガンドルフィーニ（高橋克実）
- KW：ローレン・アンブローズ（永作博美）
- ダグラス：クリス・クーパー（多田野曜平）
- ジュディス：キャサリン・オハラ（宮寺智子）
- アイラ：フォレスト・ウィッテカー（郷里大輔）
- アレクサンダー：ポール・ダノ（庄司将之）
- ザ・ブル：マイケル・ベリーJr.（八奈見乗児）

## 製作
製作は2006年からオーストラリアで行われ、怪獣達は最新技術によるCGではなく、怪獣映画などで使われた昔ながらのアナログ手法であるスーツアクターによる着ぐるみを用いて表現し、編集作業で着ぐるみの顔にCGで豊かな表情をつけた。
当初は2007年の公開予定であったが、怪獣たちのメイクに対する反応を見るため、いったんインターネット上によるフッテージ・テスト試写を行いメイクを和らげることになった。一方で製作のワーナー・ブラザースは作品全体を再撮影することを要求したが、原作者センダック等の反対によって阻止され、スパイク・ジョーンズ監督の意向通りに完成された。2009年10月16日に全米で商業公開、大人向けの映画として宣伝され、8000万ドル弱の国内収益をあげ、同年のベスト映画に選出する批評家も多数現れた。
2009年3月に最初の予告編が発表された。予告編で使われているBGMはアーケイド・ファイアの"Wake Up"。
映画本編のサウンドトラックは、ヤー・ヤー・ヤーズのボーカリスト・カレンOを中心に、バンドメンバーや子供達のコーラスを交えた『カレンO・アンド・ザ・キッズ』名義で制作された。

## 評価
レビュー・アグリゲーターのRotten Tomatoesでは268件のレビューで支持率は73%、平均点は7.00/10となった。Metacriticでは37件のレビューを基に加重平均値が71/100となった。